# Атоміум
Ато́міум (Atomium) — футуристична споруда, яка визнана національним бельгійським символом і визначною пам'яткою столиці Бельгії Брюсселя. Її спроєктував архітектор Андре Ватеркейн (Andre Waterkeyn) і збудували під керівництвом архітекторів Андре та Мішеля Полаків на території Всесвітньої виставки до її відкриття у 1958 році. За формою вона відтворює просторове розташування атомів однієї з алотропних модифікацій заліза (α-заліза) у вигляді збільшеної в 165 мільярдів разів об'ємноцентрованої кубічної елементарної комірки: вісім атомів у вершинах і один у центрі куба.
Дев'ять «атомів» у формі сфер, кожна діаметром 18 метрів, з'єднані між собою 20 трубами завдовжки 23 метри та діаметром 3 метри кожна, які виконують функції опор та коридорів з ескалаторами. Висота Атоміуму становить 102 метри, а вага — 2 400 тонн Покриття кожної із сфер виконали із 720 трикутних алюмінієвих пластин загальною площею 240 м². Вікна сфер та коридорів були зроблені з плексигласу. У центральній опорі був встановлений найшвидший на той час ліфт на 20 осіб, який піднімав відвідувачів до оглядової платформи і ресторану в найвищій сфері за 23 секунди зі швидкістю 5 метрів за секунду. У інших сферах розташували виставкові зали та кінозали.
За задумом авторів Атоміум мав символізувати науково-технічний прогрес людства, мирне використання енергії атома, важливу роль у розвитку світової економіки металевих сплавів, зокрема сплавів на основі заліза. Разом з тим споруда Атоміуму своїми 9 сферами мала репрезентувати Бельгію з її 9 провінціями.
Та з часом Атоміум, який будували лише для тимчасового використання протягом 6 місяців на час роботи Всесвітньої виставки, втрачав показний вигляд та надійність металоконструкцій. Сфери поблякли й потемніли, трубчасті опори втратили герметичність. Проте споруда Атоміуму так подобалася бельгійцям, іноземним туристам, і стала майже національним символом, що її вирішили зберегти. Тому, коли уряд Бельгії, міська влада Брюсселя та власники Атоміума зібрали потрібні кошти на його відновлення, у березні 2005 розпочали його реконструкцію, під час якої замінили з'єднувальні труби, ліфти та ескалатори в них. Сфери були відновлені як всередині, так і ззовні. Алюмінієві пластини їх покриття замінили 48 листами корозійнотривкої сталі, на яких зробили відтиски, які відтворили візерунок сітки трикутних чарунок старого алюмінієвого покриття. Плексиглас вікон замінили загартованим склом. Реконструкцію Атоміума завершили у лютому 2006 року, витративши на неї близько 30 млн євро.
Оновлений Атоміум приймає відвідувачів у виставковому й концертному залах, у затишних кінотеатрі та кав'ярні. Спеціально для туристів тут є новий сувенірний магазин та переобладнаний ресторан з панорамним видом на Брюссель.
За результатами опитувань мешканців Бельгії, іноземних туристів, Атоміум є найвизначнішою пам'яткою Бельгії.
До створення Атоміуму мали стосунок емігранти, вихідці з України. Так,  інженер Пономаренко проектував Атоміум. А його дружина Софія Всеволодівна (уроджена Бродська, дочка останнього верхньодніпровського повітового маршалка дворянства Всеволода Ерастовича Бродського) була гідом Атоміуму і відтак давала пояснення в ньому упродовж багатьох років поспіль. Софія Пономаренко померла у Брюсселі.